# ویلیام کاند
ویلیام کاند (انگلیسی: William Kund؛ زادهٔ ۳۰ مارس ۱۹۴۶) دوچرخه‌سوار اهل ایالات متحده آمریکا است. وی در بازی‌های المپیک تابستانی ۱۹۶۴ شرکت کرده است.